# Bu-Tik
Bu-Tik (кит. 武德) — седьмой студийный альбом тайваньской симфоник-блэк-метал-группы Chthonic, выпущенный 29 мая 2013 года в Японии и Тайване; 31 мая 2013 в Финляндии; 3 июня 2013 в Великобритании и 25 июня 2013 в Северной Америке. Bú-Tik — это третий альбом группы, выпущенный на Spinefarm Records, и второй, продюсированием и сведением которого занимался Рикард Бенгтссон.
| Оценки критиков | Оценки критиков |
| Источник        | Оценка          |
| --------------- | --------------- |
| About.com       | [ 3 ]           |
| AllMusic        | [ 4 ]           |
| Blabbermouth    | [ 5 ]           |
| Exclaim!        | [ 6 ]           |
| Metal Injection | [ 7 ]           |

## Список композиций
| №                   | Название                      | Длительность |
| ------------------- | ----------------------------- | ------------ |
| 1.                  | «Arising Armament» (Intro)    | 2:27         |
| 2.                  | «Supreme Pain for the Tyrant» | 4:45         |
| 3.                  | «Sail into the Sunset's Fire» | 4:00         |
| 4.                  | «Next Republic»               | 4:12         |
| 5.                  | «Rage of my Sword»            | 4:37         |
| 6.                  | «Between Silence and Death»   | 4:38         |
| 7.                  | «Resurrection Pyre»           | 4:59         |
| 8.                  | «Set Fire to the Island»      | 3:47         |
| 9.                  | «Defenders of Bu-tik Palace»  | 5:22         |
| 10.                 | «Undying Rearmament» (Outro)  | 1:49         |
| Общая длительность: | Общая длительность:           | 40:36        |

## Участники записи

### Chthonic
- Freddy Lim, «Left Face of Maradou» — вокал
- Jesse Liu, «the Infernal» — гитара
- Doris Yeh, «Thunder Tears» — бас-гитара, хор
- Dani Wang, «Azathothian Hands» — ударные
- CJ Kao, «Dispersed Fingers» — клавишные

### Приглашённые музыканты
- Achino Chang — шахнай
- Hsu Shu Chuan — конк[англ.], ди, сякухати